# 인도고슴도치
인도고슴도치(Paraechinus micropus)는 고슴도치과에 속하는 포유류의 일종이다. 인도와 파키스탄에서 발견된다. 평지와 물 근처의 덤불이 많은 산악 지역에 주로 살지만, 모래 사막과 진흙 지역을 가장 선호한다.